# 卷尾猴
卷尾猴，也叫白頭卷尾猴、白面卷尾猴或白喉卷尾猴，是一種小型的新世界猴，生活在南美和中美的雨林地區。

## 特徵
卷尾猴的體毛多為黑色，臉部周圍為白色或黃白色，臉部和肩膀部位為粉紅色，喉部為白色。頭頂處有一個V字型的區域。尾巴捲曲，因此被叫做卷尾猴。
成年卷尾猴體長可達43.5釐米，尾巴更長些，可達55釐米，體重3.9公斤。雄性要比雌性大許多。卷尾猴的腦重量為79克，是一種非常聰明的動物。

## 行爲特徵
群居，每群可達20頭。白天活動，樹栖性動物，大部分時間都用於覓食。活動區域約有320,000到860,000平方米。

## 繁殖
卷尾猴的孕期約為157-167天，每胎一子。兩胎之間相隔至少19個月。
斷奶期約為12個月，2-3年達到性成熟，8年完全成年。野外的卷尾猴壽命約為15-25年。